# Phil Katz
Phillip Walter Katz meglio conosciuto come Phil Katz (Milwaukee, 3 novembre 1962 – Milwaukee, 14 aprile 2000) è stato un informatico statunitense.

## Biografia
È conosciuto principalmente per essere stato l'autore del famoso PKZIP, la prima implementazione dell'algoritmo di compressione ZIP.
Dopo la laurea in computer science all'Università del Wisconsin si interessò subito ai formati di compressione e rilasciò un'implementazione molto veloce dell'algoritmo ARC chiamata PKARC. Tuttavia alcuni ventilarono l'ipotesi che il suo lavoro fosse una semplice copia così egli si vide costretto a rimpiazzare PKARC con un altro programma shareware chiamato PKZIP le cui specifiche vennero mantenute aperte. Come risultato il suo formato divenne ben presto standard poiché ne potevano essere sviluppate altre versioni gratuite e portate su altre piattaforme hardware. PKZIP trasformò Katz in uno tra gli autori di software shareware più famosi di tutti i tempi. Katz tuttavia non credette alla possibile ascesa dell'ambiente operativo Windows e non dotò il suo prodotto di una valida GUI permettendo alla WinZip Computing (sviluppatrice del famoso programma WinZip) di guadagnare una grandissima quota di mercato.
Il 14 aprile 2000 Katz fu trovato morto in una camera di albergo a 37 anni. La causa del decesso fu l'abuso di alcool che da tempo lo affliggeva, tanto che nemmeno i suoi più cari amici furono in grado di aiutarlo, e infatti era stato arrestato più di una volta per guida in stato di ebbrezza.